# Crepidomanes palmifolium
Crepidomanes palmifolium är en hinnbräkenväxtart som först beskrevs av Bunzo Hayata och som fick sitt nu gällande namn av Devol.
Crepidomanes palmifolium ingår i släktet Crepidomanes och familjen Hymenophyllaceae. Inga underarter finns listade i Catalogue of Life.